# Col de Chivela
Le col de Chivela est un passage entre les montagnes de la sierra Madre de Oaxaca et de la sierra Madre de Chiapas, dans la partie méridionale du Mexique, qui permet l'accès routier et ferroviaire entre le baie de Campêche du golfe du Mexique et la côte du golfe de Tehuantepec de l'océan Pacifique.

## Géographie
Le col se trouve à 224 mètres d'altitude, dans une dépression mesurant environ 40 kilomètres de large flanquée de montagnes à plus de 2 000 m de part et d'autre. Ce col est traversé par une ligne de chemin de fer majeure pour l'économie, la Ferrocarril del Istmo de Tehuantepec, permettant de relier les ports de Coatzacoalcos et de Salina Cruz, aux deux extrémités de l'isthme de Tehuantepec.

## Climat
Le col canalise l'air plus frais et plus sec du continent nord-américain vers le Pacifique, causant un vent du nord-est appelé le tehuano qui souffle périodiquement à travers l'isthme de Tehuantepec dans le Sud du Mexique et au large sur des centaines de kilomètres au-dessus de l'océan Pacifique. Ce vent peut atteindre de grandes vitesses et provoque une remontée d'eau froide des profondeurs apportant des nutriments et améliorant la croissance du plancton qui soutient une pêche dans la région.